# Leoš Janáček repülőtér Ostrava
A Leoš Janáček repülőtér Ostrava (IATA: OSR, ICAO: LKMT) Csehország egyik nemzetközi repülőtere, amely Ostrava közelében található. Éves utasforgalma 377 936 fő (2018).

## Légitársaságok és úticélok
| Légitársaság | Célállomások |
| ------------ | --- |
| LOT          | Varsó–Chopin |
| Onur Air     | Szezonális: Antalya                                                                                                  |
| Ryanair      | London–Stansted |
| Smartwings   | Hurghada, Marsa Alam Szezonális: Antalya, Burgas, Corfu, Heraklion, Kos, Palma de Mallorca, Rhodes, Varna, Zakynthos |

## Futópályák
A repülőtér futópályái:
- 04/22 (3500 m)

## Forgalom
Az utasforgalom az elmúlt években az alábbi módon változott:
| Utasok száma | 332 266 | 307 130 | 279 973 | 288 393 | 259 167 | 279 605 | 236 794 | 377 936 | 323 320 | 137 609 |
|              | 2007    | 2009    | 2010    | 2012    | 2013    | 2015    | 2016    | 2018    | 2019    | 2021    |